# Luana de Paula
Luana Vanessa de Paula (ur. 23 października 1984 roku w Rio Claro) – brazylijska siatkarka grająca na pozycji środkowej. W sezonie 2012/2013 zawodniczka Pays d'Aix Venelles.

## Kluby
| Klub                       | Lata gry  |
| -------------------------- | --------- |
| SESI São Paulo             | 2004–2005 |
| Rexona Ades Rio de Janeiro | 2005–2009 |
| Budowlani Łódź             | 2009−2012 |
| Pays d'Aix Venelles        | 2012−2013 |
| Wanka Faga Motor           | 2013−2014 |
| Dep. Jaamsa                | 2014−2015 |

## Osiągnięcia

### Klubowe
- 2006 −  Mistrzostwo Brazylii z Rexoną Ades Rio de Janeiro
- 2007 −  Mistrzostwo Brazylii z Rexoną Ades Rio de Janeiro
- 2008 −  Mistrzostwo Brazylii z Rexoną Ades Rio de Janeiro
- 2009 −  Mistrzostwo Brazylii z Rexoną Ades Rio de Janeiro[4]
- 2010 −  Puchar Polski z Organiką Budowlanymi Łódź[5]

## Nagrody i wyróżnienia
- 2010 − Najlepsza blokująca finałowego turnieju Puchar Polski[5]